# Coelichneumon foxleei
Coelichneumon foxleei là một loài tò vò trong họ Ichneumonidae.